# Збаражки замък
Збаражкият замък (на украински: Зба́разький за́мок) е отбранителна крепост в град Збараж, Тернополска област на Украйна.
Намира се малко встрани от центъра на града, в парка, на така наречената Замъчна планина.

## Стар замък
Първият Збаражки замък е построен през 1393 г. от князът на Збаражкото княжество – Дмитро-Корибут на Княжеската планина в днешното крайградско село Стари Збараж. Разрушен е от кримските татари през 1474 и 1598 г.

## Изграждане на нов замък
Нов Збаражки замък е бил построен през 1626-1631 г. по проект на италианския архитект Винченцо Скамоци под ръководството на военния венециански инженер Андреа дел Аква, и (вероятно) холандския инженер Г. ван Пейн, като възложител на строежа е полския магнат Криштоф Збаражки. Проектът на замъка В. Скамоци описва в трактата „За идеята за универсална архитектура“ (друг превод — „Идеята за общата архитектура“, Венеция, 1615 г.), след това планът е осъществен в Збараж.

През 1675 г. замъкът е превзет и опожарен от турците.
- Криштоф Збаражки

## Замъкът през XVII век
Общият вид на замъка в средата на XVII век е възпроизведен на гравюра на холандеца Вилхелм Гондиус. Збаражкият замък е показан с квадратен план, построен на хълм. Цокълът е от камък, върхът е от тухли, а стените са покрити с дялан пясъчник. Стените на втория етаж са дебели 175 см, а на нивото на горната изба – 105 см. Укреплението е било заобиколено от ров с дължина 40 м и oтбранителен земен вал с ширина 23 м. Ровът е бил пълнен с вода с помощта на хидравлична система. От всеки бастион в ъглите на замъка чрез проходи се стигало до вътрешността на замъка/двореца.
От изтока крепост е била заобиколена от гори, малки езерца и блата, от запад и север – от високите брегове на река Гнезна, от юг – обемист овраг. Първоначално по план външните надлъжни страни трябвало да са равни на диагоналите на квадрат, начертан по оста на главната фасада.

## По-късни преустройства и разрушения
През лятото на 1649 г. армията на полската корона, укрепена в полеви лагер близо до замъка, претърпява дълга обсада от страна на казашката армия, водена от Богдан Хмелницки и неговите татарски съюзници от Кримското ханство. През 1675 г. крепостта е повредена от османско-татарската армия, водена от Ибрахим-Шишман паша.
Съвременният ансамбъл от сгради на замъка се формира по време на поредица от по-късни реконструкции. В средата на XIX век тук работи захарна фабрика под ръководството на генерал Бем. През 1896 г. в двореца на замъка избухва пожар. През 1920-те и 1930-те години организацията на полските запасни офицери извършва реконструкция на двореца на замъка, развивайки по-нататъшни планове за пригодяването му за гимназия. Тези планове не могат да бъдат осъществени поради началото на Втората световна война през 1939 г.

## Днешно време
Впоследствие — през 1984 г. тук е открит младежки културен и спортен комплекс. След получаването на независимост на Украйна от СССР,  от 1994 г. в двореца на замъка се помещава краеведческият музей на града. През същата година Збаражкият замък става архитектурна паметник на новосъздадения Държавен историко-архитектурен парк на град Збараж. През януари 2005 г. паркът получава национален статут и названието: Национален парк „Замъците на Тернополия“, чийто основен акцент остава Збаражкият замък.
Замъкът е квадратен в план, заобиколен от всички страни от блата. Укрепленията на замъка, които отразяват най-новите постижения на европейското фортификационно изкуство, се състоят от казематни валове с ескарпи, четири бастиона и ров, който обгражда целия замък.
На мястото на двореца — правоъгълен в план – преди е имало вътрешен двор. Самият дворец е двуетажен, каменен, измазан, с опростени форми, характерни за Ренесанса. Главният вход на сградата е подчертан с балкон върху каменни конзоли. Крайъгълните камъни на сградата са украсени с рустика. Покривът е едноскатен.
Фасадите на казематите са изпълнени също в ренесансови форми. 
Входната крепостна кула е разположена на същата ос като парадния вход на двореца. Частично са запазени петоъгълните бастиони – до височината на крепостната стена. Всеки от тях е имал вторична порта, свързваща ги с казематите и двора на замъка.
След Втората световна война в замъка се помещават карцери на Народния комисариат на вътрешните работи на СССР, където са убити десетки хора, чиито тела са хвърлени в кладенец в двора на замъка и залети с бетон. В началото на 1990-те години останките са препогребани в гробището от местни жители.

От 1994 г. Збаражкият замък е част от комплекса от сгради на Збаражкия държавен историко-архитектурен парк.
| Юбилейна монета на Националната банка на Украйна, посветена на 800-та годишнина от основаването на града |
| Юбилейна монета на Националната банка на Украйна, посветена на 800-та годишнина от основаването на града |

През 2011 г. Националанта банка на Украйна издава юбилейна монета, посветена на 800-та годишнина от основаването на града.
През 2019 г. Збаражкият замък е напълно реставриран.
През 2021-2022 г. по програмата „Велика реставрация“ са обновени преходният мост и вътрешните стени на рова, прилежащи към отбранителния вал на крепостта.

## Снимки
- Макет на замъка
- Снимка на замъка от 1902 г.
- Снимка на замъка от 1902 г.
- Снимка на замъка от 1902 г.
- Снимка на замъка от 1902 г.

- Збаражкия замък с крепостните стени
- Мост към замъка
- Вътрешният двор
- Вътрешен двор на Збаражкия замък
- Збаражкият дворец – главната представителна сграда на замъка (крепостта)
- Зала в Збаражкия замък
- Интериор
- Интериор на първия етаж
- Всекидневна
- Мазе
- Таванска стенопис
- Една от залите на първия етаж
- „Зала на Казашката слава“
- Органна зала
- Една от залите на втория етаж
- Интериор на втория етаж
- Подпорна стена на парка към замъка